# 監察院院長
監察院院長，是中華民國監察院之最高監察機關首長，依據《中華民國憲法》規定，對中華民國各機關行使審計權、糾正權、彈劾權及糾舉權。監察院院長任期為六年，憲法第七次修改為總統提名，經立法院投票同意後任命之，現任院長為陳菊。
在1928年至1947年間的訓政時期，監察院院長的任免乃是由中國國民黨中常會或中央監察委員會決定，而監察委員是由院長親自遴選，時任院長于右任先生則盡忠職守，經常親審彈劾案是否合情合理，不合理者就予以指正。1947年行憲後，《中華民國憲法》規定改由間接選舉選出的監察委員互選院長。之後，《監察法》明令禁止監察院院長干預或指使監察委員提出的彈劾案，因此其職權已大為削弱。1992年，第二屆國民大會通過《憲法增修條文》，監察院院長改由總統提名。2020年，成立監察院國家人權委員會，並規定其主任委員由監察院院長兼任。

## 歷任院長

### 行憲前
|      |      |                    |                |                |            | |  |
| 任次 | 肖像 | 姓名               | 任職期間       | 任職期間       | 政黨       | 備註 |  |
| 任次 | 肖像 | 姓名               | 到任時間       | 卸任時間       | 政黨       | 備註 |  |
| 1    |      | 蔡元培 (1868–1940) | 1928年10月8日  | 1929年8月29日  | 中國國民黨 | 由中國國民黨中央常務委員會選任，因監察院在1928年尚未正式成立，故實際並未到任。1929年7月，國民政府命監察院在三個月內成立，蔡氏多次以健康為由請辭獲批 |  |
| 2    |      | 趙戴文 (1867–1943) | 1929年8月29日  | 1930年11月18日 | 中國國民黨 | 實際未到任 |  |
| －   |      | 陳果夫 (1892–1951) | 1929年8月29日  | 1930年11月18日 | 中國國民黨 | 副院長代理 |  |
| 3    |      | 于右任 (1879–1964) | 1930年11月18日 | 1948年6月9日   | 中國國民黨 | |  |

### 行憲後
|                                                                                                  |               |                    |                |                          |              |                                              |  |
| 任次                                                                                             | 肖像          | 姓名               | 任職期間       | 任職期間                 | 政黨         | 備註                                         |  |
| 任次                                                                                             | 肖像          | 姓名               | 到任時間       | 卸任時間                 | 政黨         | 備註                                         |  |
| 1                                                                                                |               | 于右任             | 1948年6月9日   | 1964年11月10日           | 中國國民黨   | 任內病逝，任期共34年，為最長任期的院長       |  |
| －                                                                                               |               | 李嗣璁 (1898–1972) | 1964年11月10日 | 1965年8月17日            | 中國國民黨   | 副院長代理                                   |  |
| 2                                                                                                | 1965年8月17日 | 李嗣璁 (1898–1972) | 1972年5月15日  | 真除為院長，後於任內病逝 | 中國國民黨   |                                              |  |
| －                                                                                               |               | 張維翰 (1886–1979) | 1972年5月15日  | 1973年3月19日            | 中國國民黨   | 副院長代理                                   |  |
| 3                                                                                                |               | 余俊賢 (1901–1994) | 1973年3月19日  | 1987年3月12日            | 中國國民黨   | 任期次長的監察院院長，迄今最後一位連任的院長 |  |
| 4                                                                                                |               | 黃尊秋 (1923–2000) | 1987年3月12日  | 1993年2月1日             | 中國國民黨   |                                              |  |
| 5                                                                                                |               | 陳履安 (1937–)     | 1993年2月1日   | 1995年9月23日            | 中國國民黨   | 因參選總統而辭職                             |  |
| －                                                                                               |               | 鄭水枝 (1926–2020) | 1995年9月23日  | 1996年9月1日             | 中國國民黨   | 副院長代理                                   |  |
| 6                                                                                                |               | 王作榮 (1919–2013) | 1996年9月1日   | 1999年2月1日             | 中國國民黨   | 繼任，完成陳履安遺留任期                     |  |
| 7                                                                                                |               | 錢復 (1935–)       | 1999年2月1日   | 2005年1月31日            | 中國國民黨   |                                              |  |
| 2005年2月至2008年7月間，因第六屆立法院拒絕審議時任總統陳水扁提出的監察委員人事案，院長職務懸缺。 |               |                    |                |                          |              |                                              |  |
| 8                                                                                                |               | 王建煊 (1938–)     | 2008年8月1日   | 2014年7月31日            | 新黨         |                                              |  |
| 9                                                                                                |               | 張博雅 (1942–)     | 2014年8月1日   | 2020年7月31日            | 無黨團結聯盟 | 憲政史上首位女性五院院長                     |  |
| 10                                                                                               |               | 陳菊 (1950–)       | 2020年8月1日   | 現任                     | 無黨籍       | 原為 民主進步黨籍，在任內期間註銷            |  |

### 現今在世的前監察院院長
| 姓名   | 任期                        | 出生日期      |
| ------ | --------------------------- | ------------- |
| 陳履安 | 1993年2月1日－1995年9月23日 | 1937年6月22日 |
| 錢復   | 1999年2月1日－2005年2月1日  | 1935年2月17日 |
| 王建煊 | 2008年8月1日－2014年7月31日 | 1938年8月7日  |
| 張博雅 | 2014年8月1日－2020年7月31日 | 1942年10月5日 |

- 最近一位去世的前監察院院長為鄭水枝（副院長代理，任期：1995年9月23日－1996年9月1日），於2020年4月17日去世，享壽94歲。

## 外部連結
- 中華民國監察院-歷屆正副院長 （页面存档备份，存于），中華民國監察院